# Strafgesetzbuch (Schweiz)

Ausgabe der Bundeskanzlei

Das Schweizerische Strafgesetzbuch, kurz StGB (Aussprache meist als [ˈʃteˑɡeˑbeː]) (französisch Code pénal suisse, italienisch Codice penale svizzero, rätoromanisch Cudesch penal svizzer), bei nötiger Abgrenzung auch sStGB, schwStGB, chStGB oder StGB-CH, geht auf die Fassung vom 21. Dezember 1937 zurück. Es trat am 1. Januar 1942 in Kraft. Davor war das Strafrecht eine kantonale Angelegenheit.

## Dreiteilung der Straftaten
Das StGB definiert Verbrechen als Taten, die mit Freiheitsstrafe von mehr als drei Jahren bedroht sind (Art. 10 Abs. 2 StGB). Vergehen sind Taten, die mit bis zu drei Jahren Freiheitsstrafe oder Geldstrafe bedroht sind (Art. 10 Abs. 3 StGB). Übertretungen schliesslich sind Taten, die mit Busse bedroht sind (Art. 103 StGB).

## Geschichte

Expertenkommission für die Erarbeitung des Vorentwurfs zum StGB (um 1908). v.l.n.r: Emil Zürcher, Georges Favey, Carl Stooss, Alfred Gautier, Otto Kronauer, Ernst Hafter, Alexander Reichel

Das Schweizerische Strafgesetzbuch geht auf einen ersten Vorentwurf von Carl Stooss aus dem Jahr 1893 (Allgemeiner Teil) bzw. 1894 (Allgemeiner und Besonderer Teil) zurück, der als einer der Ersten überhaupt einen Dualismus aus Strafen und sichernden Massnahmen vorschlug. Es folgten Beratungen in mehreren Expertenkommissionen, bis der Bundesrat am 23. Juli 1918 der Bundesversammlung einen Entwurf vorlegte. Am 21. Dezember 1937 beschloss die Bundesversammlung das StGB. Am 3. Juli 1938 wurde es mit 358'438 gegen 312'030 Stimmen in einem Referendum auch vom Volk angenommen. Mit seinem Inkrafttreten am 1. Januar 1942 wurden sämtliche kantonalen Bestimmungen, die dem neuen StGB widersprachen, abgeschafft – insbesondere die Todesstrafe sowie die Strafbarkeit der Homosexualität abgeschafft (im Militärstrafgesetz wurden beide Regelungen bis 1992 beibehalten, vgl. auch unten). Zudem wurden die Kompetenzen für das materielle Strafrecht weitgehend von den Kantonen dem Bund übertragen. Die Kantone behielten lediglich die Kompetenz über die Regelungen der Verstösse gegen das kantonale Verfahrensrecht und gegen die kantonalen Steuergesetzgebungen sowie eine subsidiäre Zuständigkeit im Bereich der Übertretungen.

## Verhältnis zum Militärstrafgesetz
Neben dem Strafgesetzbuch existiert für den militärischen Bereich das Militärstrafgesetz vom 13. Juni 1928 (MStG; SR 321.0). Dieses findet nur auf Personen Anwendung, die dem Militärstrafrecht unterstellt sind (Art. 218 Abs. 1, Art. 3 ff. MStG). Verübt eine dem Militärstrafrecht unterstehende Person eine Tat, die sowohl nach Strafgesetzbuch als auch nach Militärstrafgesetz strafbar ist, ist ausschliesslich das Militärstrafgesetz anwendbar (Art. 9 Abs. 1 StGB).

## Verhältnis zum Jugendstrafgesetz
Für die Sanktionen gegen Personen, die zwischen dem 10. und dem 18. Geburtstag eine Straftat begehen, ist das am 1. Januar 2007 in Kraft getretene Jugendstrafgesetz vom 20. Juni 2003 (JStG; SR 311.1) anwendbar (Art. 3 Abs. 1 JStG). Dabei sind mehrere Bestimmungen aus dem Allgemeinen Teil des StGB, sowie der gesamte Besondere Teil und der grösste Teil der Übergangsbestimmungen, ergänzend zu dem JStG sinngemäss anwendbar (Art. 1 Abs. 2 JStG).

## Aufbau
Das Schweizerische Strafgesetzbuch ist in drei grosse Teile, sogenannte «Bücher», gegliedert.

### Allgemeine Bestimmungen (Art. 1–110 StGB)
Erstes Buch: Im ersten Buch werden die allgemeinen Bestimmungen festgelegt, welche für die folgenden Bücher gelten («Allgemeiner Teil»). Das Erste Buch enthält Regelungen zum:
- Geltungsbereich
- Voraussetzungen der Strafbarkeit (Verbrechen und Vergehen Vorsatz und Fahrlässigkeit, Rechtmässige Handlungen und Schuld, Versuch, Teilnahme, Strafbarkeit der Medien, Vertretungsverhältnisse)
- Strafantrag
- Strafen und Massnahmen (Geldstrafe, gemeinnützige Arbeit, Freiheitsstrafe, bedingte und teilbedingte Strafen, Strafzumessung, Strafbefreiung und Einstellung des Verfahrens, Therapeutische Massnahmen und Verwahrung, andere Massnahmen)
- Vollzug von Strafen, Vollzugsunterbrechung wegen Hafterstehungsunfähigkeit, bedingte Entlassung
- Bewährungshilfe, Weisungen und freiwillige soziale Betreuung
- Verjährung
- Verantwortlichkeit des Unternehmens
- Regelungen zu Übertretungen
- Begriffsdefinitionen

### Besondere Bestimmungen (Art. 111–332 StGB)
Zweites Buch: Hier ist festgelegt, welche Handlungen strafbar sind. Das zweite Buch ist in 20 sogenannte Titel gegliedert, die die einzelnen Straftaten zusammenfassen («Besonderer Teil»):
- Strafbare Handlungen gegen Leib und Leben
- Strafbare Handlungen gegen das Vermögen
- Strafbare Handlungen gegen die Ehre und den Geheim- oder Privatbereich
- Verbrechen und Vergehen gegen die Freiheit
- Strafbare Handlungen gegen die sexuelle Integrität
- Verbrechen und Vergehen gegen die Familie
- Gemeingefährliche Verbrechen und Vergehen
- Verbrechen und Vergehen gegen die öffentliche Gesundheit
- Verbrechen und Vergehen gegen den öffentlichen Verkehr
- Fälschung von Geld, amtlichen Wertzeichen, amtlichen Zeichen, Mass und Gewicht
- Urkundenfälschung
- Verbrechen und Vergehen gegen den öffentlichen Frieden
- Straftaten gegen die Interessen der Völkergemeinschaft
- Verbrechen und Vergehen gegen den Staat und die Landesverteidigung
- Vergehen gegen den Volkswillen
- Strafbare Handlungen gegen die öffentliche Gewalt
- Störung der Beziehungen zum Ausland
- Verbrechen und Vergehen gegen die Rechtspflege
- Strafbare Handlungen gegen die Amts- und Berufspflicht
- Bestechung
- Übertretungen bundesrechtlicher Bestimmungen

### Einführung und Anwendung des Gesetzes (Art. 333–392 StGB)
Drittes Buch: Im dritten Buch werden hauptsächlich die Zuständigkeiten der Gerichte geregelt und gewisse Prozessbestimmungen festgelegt.

## Revisionen
Seit seinem Inkrafttreten hat das StGB viele Revisionen durchlaufen. Per 1. Januar 2007 wurde der gesamte Allgemeine Teil (erstes Buch) überarbeitet. Die wichtigsten Änderungen dieser Revision sind die folgenden:
- Die rein formelle Unterscheidung zwischen Zuchthaus-, Gefängnis- und Haftstrafe wurde durch eine einheitliche Freiheitsstrafe ersetzt;
- Einführung des Tagessatz-Systems, bei dem die Geldstrafen proportional nach der Höhe des Einkommens des Verurteilten festgesetzt werden;
- Faktisch wurden alle Freiheitsstrafen von weniger als sechs Monaten zugunsten der Geldstrafe abgeschafft;
- Einführung der gemeinnützigen Arbeit als neue Strafart.

Per 1. Januar 2018 wurde das StGB im Bereich der Sanktionen wiederum angepasst. Wesentliche Änderungen:
- Lockerung der Voraussetzungen für die Aussprechung einer kurzen Freiheitsstrafe unter sechs Monaten. In diesem Bereich hat zwar die Geldstrafe grundsätzlich immer noch Vorrang. Eine kurze Freiheitsstrafe kann neu aber auch dann ausgesprochen werden, wenn sie nötig erscheint, um den Täter oder die Täterin von weiteren Straftaten abzuhalten.
- Die Vollzugsform des Electronic Monitoring wurde gesetzlich verankert.[1]